# NGC 1786
NGC 1786 (również ESO 56-SC39) – gromada kulista znajdująca się w gwiazdozbiorze Złotej Ryby. Należy do Wielkiego Obłoku Magellana. Odkrył ją John Herschel 26 listopada 1834 roku.